# Henotesia strigula
Henotesia strigula är en fjärilsart som beskrevs av Paul Mabille 1877. Henotesia strigula ingår i släktet Henotesia och familjen praktfjärilar. Inga underarter finns listade i Catalogue of Life.